# Виктор Гарај (Грал. Ескобедо)
Виктор Гарај (шп. Víctor Garay) насеље је у Мексику у савезној држави Нови Леон у општини Грал. Ескобедо. Насеље се налази на надморској висини од 483 м.

## Становништво
Према подацима из 2005. године у насељу је живело 8 становника.

### Хронологија
| Година       | 2005 |
| ------------ | ---- |
| Становништво | 8    |

### Попис
| # | Индикатор                        | Вредност |
| - | -------------------------------- | -------- |
| 1 | Укупно појединачних домаћинстава | 2        |